# Hebetula sensilis
Hebetula sensilis är en tvåvingeart som först beskrevs av Debenham 1974.  Hebetula sensilis ingår i släktet Hebetula och familjen svidknott. Inga underarter finns listade i Catalogue of Life.